# Farinera Moretó
La Farinera Moretó és una construcció fabril de Mollet del Vallès (Vallès Oriental) inclosa a l'Inventari del Patrimoni Arquitectònic de Catalunya.

## Descripció
Conjunt d'edificis d'un complex industrial. D'un cos central de planta rectangular, compost de planta i pis, en surten de la façana orientada al nord tres cossos laterals d'una sola planta. S'aixeca damunt un sòcol de maçoneria concertada i la resolució de les façanes rau sobre una sèrie de columnes d'obra vista que limiten espais arrebossats amb ciment i posteriorment blanquejats.

### Casa Moretó
Edifici aïllat dins el conjunt de la farinera. Consta de planta baixa i pis. De la coberta, a quatre vessants, en sobresurt una torre mirador. Les llindes de les obertures estan resoltes amb un treball decoratiu d'obra vista. S'aixeca davant un petit jardí, separat del carrer per un tanca elaborada amb forjats que s'alça damunt un sòcol de maçoneria concertada.